# If You Were with Me Now
Singles par Kylie Minogue
Word Is Out
(1991) Keep on Pumpin' It
(1991)
Singles par Keith Washington
Are You Still in Love with Me
(1991) Make Time for Love
(1992)
Clip vidéo
[vidéo] « If You Were with Me Now », sur YouTube
If You Were with Me Now est une chanson enregistrée par en duo par Kylie Minogue avec Keith Washington et incluse dans le quatrième album studio de Kylie Minogue, intitulé Let's Get to It et sorti au Royaume-Uni le 14 octobre 1991.
Le 21 octobre 1991, une semaine après la sortie de l'album, la chanson a été publiée en single. C'était le deuxième single tiré de cet album (après Word Is Out).
Le single a atteint la 4e place du hit-parade britannique.